# حیات وحش روسیه
حیات وحش روسیه زمینی را در بر می‌گیرد که از این سر تا آن سر ۱۲ ناحیه زمانی و از منطقه توندرا در شمال دور تا کوه‌های قفقاز و مرغزارها در جنوب شامل جنگل‌های معتدل که ۷۰ درصد قلمرو کشور را پوشش می‌دهند، گسترش یافته است. جنگل‌های روسیه ۲۲ درصد جنگل‌های دنیا و همچنین ۳۳ درصد تمام جنگل‌های معتدل دنیا را تشکیل می‌دهند.
بر اساس اطلاعات کتاب اطلاعات قرمز فدراسیون روسیه در سال ۱۹۹۶، ۲۶۶ گونه پستاندار و ۷۸۰ گونه پرنده تحت مراقبت قرار داشتند. برخی از گونه‌های گیاهی در معرض تهدید کاج سیبری، کاج کره‌ای در قسمت شرق دور کشور و شاه‌بلوط وحشی در قفقاز هستند. در خاور دور روسیه پستانداران گزارش‌شده خرس قهوه‌ای، وشق اوراسیایی، مرال ببر سیبری، پلنگ آمور و خرس ماه هستند. گوشتخواران در معرض تهدید شامل ببر سیبری که تعدادشان به ۴۰۰ می‌رسد و پلنگ آمور هستند که تنها ۳۰ تای آنها در سال ۲۰۰۳ باقی مانده بود، می‌شوند.